# Aspidoproctus maximus
Aspidoproctus maximus är en insektsart som först beskrevs av Lounsbury 1908.  Aspidoproctus maximus ingår i släktet Aspidoproctus och familjen pärlsköldlöss. Inga underarter finns listade i Catalogue of Life.